# داوکینز دربرابر گولد
داوکینز دربرابر گولد با زیرعنوان «بقای بهترین» کتابی است نوشتهٔ کیم استرنلی که در آن دیدگاه‌های دو زیست‌شناس مشهور، ریچارد داوکینز و استیفن جی گولد را دربرابر هم نشان می‌دهد.
این کتاب در آغاز انتشار خود در سال ۲۰۰۱ پرفروش جهانی شد؛ و نسخهٔ جدیدی از آن شامل مقالات اخیر گولد پیش از مرگ او در سال ۲۰۰۲ و آثار جدید داوکینز در سال ۲۰۰۷ انتشار یافت.

## خلاصه

### بخش ۱: اتحاد نبرد
نویسنده در مقدمه اشاره می‌کند که تا کنون جدل‌های بسیاری در زمینهٔ زیست‌شناسی وجود داشته‌است؛ ولی شمار معدودی از آنها به عمومیت و بحث‌انگیزی جدل‌های میان داوکینز و گولد بوده‌است. داوکینز و گولد هر دو اصل فرگشت را قبول دارند و هر دو مخالف آفرینش‌گرایی هستند، ولی در ریزه‌کاری‌ها و چگونگی رخداد آن با هم اختلاف نظر دارند. داوکینز فرگشت را از منظر ژن‌ها می‌بیند و جانداران را وسیلهٔ انتقال می‌داند. گولد که یک دیرینه‌شناس است نظر متفاوتی دارد. برای نمونه او شانس را بسیار مهم می‌داند و جانداران (ارگانیسم) را مهمتر از ژن‌ها می‌بیند.
علاوه بر اختلافات در زمینهٔ زیست‌شناسی، جهان‌بینی‌های این دو نیز با هم تفاوت دارد، برای نمونه آنها باورهای بسیار متفاوتی دربارهٔ ارتباط دین و دانش دارند.

### بخش ۲: جهان داوکینز

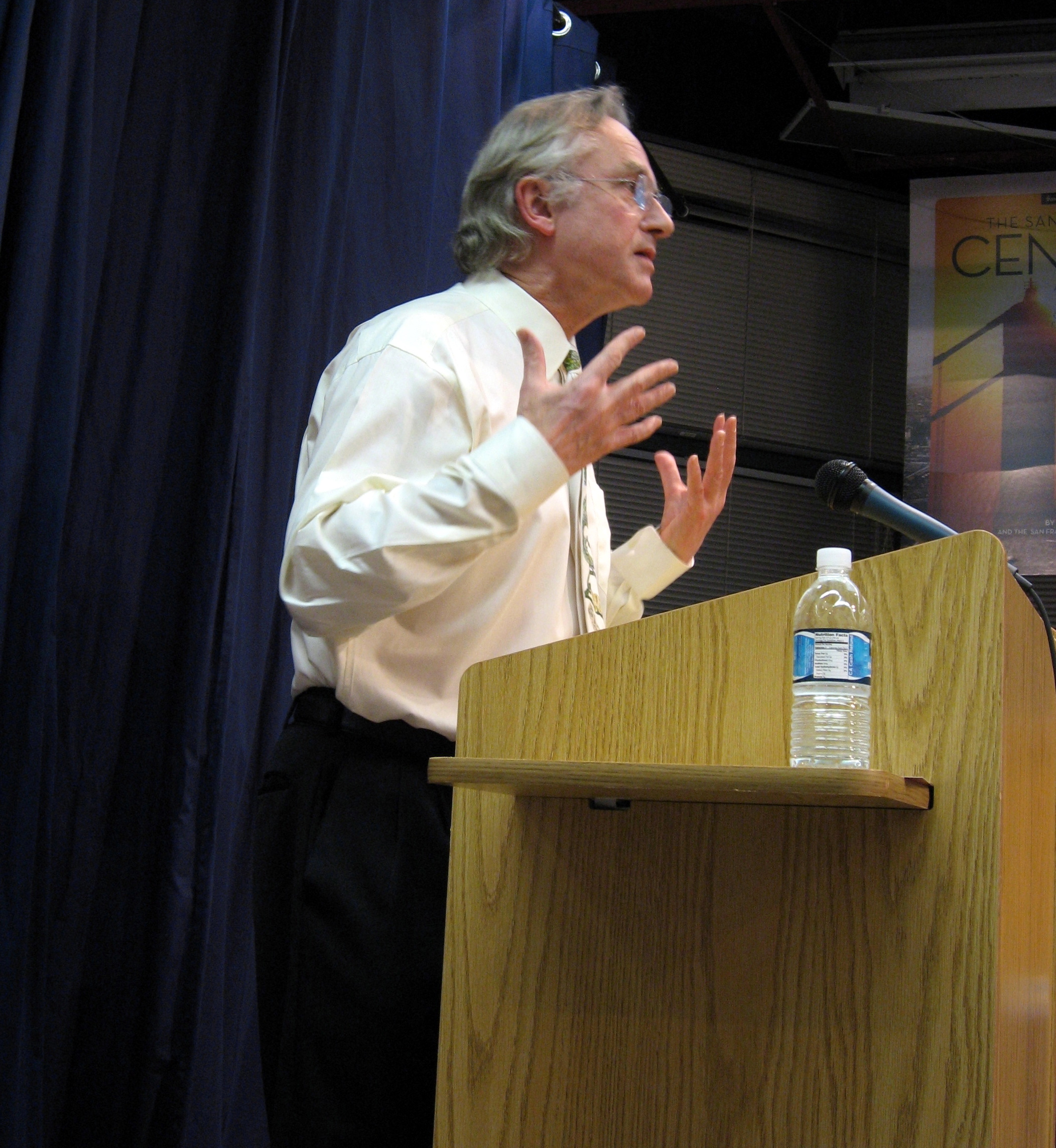
ریچارد داوکینز

در بخش ۲ دربارهٔ ژن‌ها و زادش ژنی گفتگو می‌شود. نظر داوکینز دربارهٔ فرگشت، همان‌طور که در ژن خودخواه مطرح کرد، فرگشت ژن-محور است که در آن ژن‌ها واحد انتخاب هستند؛ و چه در همانندسازهای اولیه و همچنین در اندامگان پیچیده، اتحاد ژن‌ها ساخته و گاهی شکسته شده‌است.

## برای مطالعهٔ بیشتر
- ایدهٔ خطرناک داروین (کتابی نوشتهٔ دنیل دنت که در آن از موضع داوکینز دفاع کرده و با مخالفت شدید گولد روبرو شده‌است)
- ژن خودخواه
- جهان شگفت‌انگیز (کتاب)